# Municipio de Ridgely
El municipio de Ridgely (en inglés: Ridgely Township) es un municipio ubicado en el condado de Nicollet en el estado estadounidense de Minnesota. En el año 2010 tenía una población de 115 habitantes y una densidad poblacional de 2,38 personas por km².

## Geografía
El municipio de Ridgely se encuentra ubicado en las coordenadas 44°25′43″N 94°40′11″O / 44.42861, -94.66972. Según la Oficina del Censo de los Estados Unidos, el municipio tiene una superficie total de 48.31 km², de la cual 48,14 km² corresponden a tierra firme y (0,36 %) 0,17 km² es agua.

## Demografía
Según el censo de 2010, había 115 personas residiendo en el municipio de Ridgely. La densidad de población era de 2,38 hab./km². De los 115 habitantes, el municipio de Ridgely estaba compuesto por el 98,26 % blancos, el 0,87 % eran amerindios y el 0,87 % eran de una mezcla de razas. Del total de la población el 0 % eran hispanos o latinos de cualquier raza.